# Atene (Schiff)
Die Atene ist ein Schoner, der 1909 in der dänischen Werft Fredriksöens Varv in Svendborg konstruiert wurde. Nach zahlreichen Umbauten und Restaurierungen ist die Atene heute wieder weitgehend im ursprünglichen Zustand und wird als Ausflugsschiff verwendet.

## Geschichte
Der Zweimaster wurde ursprünglich auf den Namen Emanuel getauft und fuhr fünf Jahre unter dänischer Flagge, bevor er 1916 nach Norwegen verkauft wurde. Weitere fünf Jahre später ging das Schiff, das zu dieser Zeit mit einem 35 PS-Motor ausgestattet war, in schwedischen Besitz über und wurde in Anna Lisa umbenannt. Im Jahre 1927 erlitt der Schoner Schiffbruch und wurde in den nächsten zwei Jahren in der Schiffswerft Bjökenäs repariert und zu einer Ketsch umgetakelt. 1937 erhielt das Schiff einen neuen Motor mit 50 PS.
1961 kaufte der schwedische Schriftsteller Sune Broberg das Schiff; er wollte es als Yacht für Ausflüge verwenden. Doch schon ein Jahr später übernahm John Stefanus Andersson das Schiff und baute es zu einem Küstenklipper um, der Fischabfälle über die Nordsee transportierte. Drei Jahre später wechselte das Schiff erneut den Besitzer, wurde als Schoner umgetakelt und erhielt seinen heute noch gültigen Namen Atene. Von diesem Zeitpunkt an wurde die Atene als reines Vergnügungsschiff genutzt.
1980 übernahm die frisch gegründete Genossenschaft M/S Atene das Schiff und begann mit einer Komplettrestaurierung. Hauptanliegen dabei war, die Atene in eine Form zu bringen, die möglichst nah am Originalzustand von 1909 lag. Bis 1996 wurde das Schiff in verschiedenen Werften umgebaut, so wurde das Heck höhergezogen, und das Schiff erhielt wieder einen Deckssprung. Die größte Restaurierung wurde 1996 in der dänischen Strandby-Werft vorgenommen, als das Schiff einen neuen Kiel und Beschläge erhielt und nahezu alle Spanten ausgetauscht wurden. Bereits vorher wurde die Takelage renoviert, sodass die Atene wieder mit dem ursprünglichen stehenden Gut ausgestattet war. Die letzten Erneuerungsarbeiten fanden 2003 statt, als die Hauptsegel ausgetauscht, ein neuer Motor eingesetzt und die Kabinen renoviert wurden.